# Маркович, Ульяна Даниловна
Улья́на Дан́ловна Марко́вич (1913, Кожан-Городок) — ? (Молодечно) — депутат Верховного Совета СССР 5-го созыва.

## Биография
Ульяна Даниловна Маркович (Коротыш) родилась в 1913 году в деревне Кожан-Городок в крестьянской семье и стала шестым ребёнком в семье. Детство было трудным и голодным, а в 6 лет Ульяна Даниловна осталась сиротой.
15 февраля 1932 года Ульяна Даниловна вышла замуж за Марковича Алексея Ивановича, который погибает 12 апреля 1945 года. Местный исполком выделил Ульяне Даниловне и её детям дом в центре деревни Кожан-Городок.
После Великой Отечественной войны 1941—1945 гг. Маркович У. Д. вступила в колхоз. С 1950 года Ульяна Даниловна работала дояркой в колхозе «Новая жизнь», затем в колхозе «Маяк Коммунизма» Лунинецкого района Брестской области. Зарплата за работу в колхозе была небольшой, поэтому Ульяна Даниловна с сестрой и детьми имели подсобное хозяйство. Неоднократно Ульяну Даниловну признавали победительницей социалистических соревнований, передовой труженицей колхоза «Новая жизнь».
В 1958 году У. Д. Маркович была избрана депутатом Верховного Совета СССР 5-го созыва от Лунинецкого избирательного округа № 574 Брестской области. Благодаря деятельности Ульяна Даниловны многие нуждающиеся сельчане получили помощь, а в Кожан-Городке была построена почта.
Ульяна Даниловна похоронена в Молодечно, Молодечненский район, Минская область, Республика Беларусь.

## Ордена
- Орден «Знак Почета»
- Знак «Депутат Верховного Совета СССР», 5 созыв